# Capverdians estatunidencs
Els Capverdians estatunidencs són estatunidencs amb ascendència capverdiana. El 2010, l'American Community Survey va indicar que havia 95.003 residents estatunidencs amb avantpassats de Cap Verd.

## Onades d'immigració
La immigració de capverdians als Estats Units van començar a principis del segle xix. Els primers immigrants capverdians arribaren a Nova Anglaterra a bord de vaixells baleners, que sovint recollien els tripulants de la costa de l'illa Brava. Els capitans ianquis valoraven llurs tripulants capverdians, ja que "treballaven força per salvar el que podien, mentre que a bord d'un vaixell podien ser contractats per molts menys diners que els marins estatunidencs. A més, eren una tripulació disciplinada."
Els capverdians van ser universalment considerat com a "mariners treballadors honests." Quan tots els altres van abandonar els antics vaixells, els capverdians va comprar els vaixells decrèpits amb els seus guanys com mariners i els mantingueren amb cura amorosa. Amb el temps, van arribar a posseir gairebé tot el que quedava de la flota de New Bedford, ja sigui per compra o per defecte. En alguns casos, van rebre els vaixells com a donacions directes i "navegaren amb ells arreu de la terra amb els seus propis equips i van obtenir guanys modests de la caça de balenes a l'antiga manera."
Aquesta immigració de "degoteig" de Cap Verd va créixer com una "inundació" al segle XX degut a les sequeres, fam, i declivi econòmic de Cap Verd. Un cop en vaixells baleners i a Amèrica, els capverdians podien enviar diners a casa i informaven als altres familiars i amics de la "la terra de les oportunitats". També van enviar Bidons (barrils de gasolina) plens de menjar, roba, i altres articles de New Bedford (Massachusetts) i Providence (Rhode Island). Aquestes són les comunitats capverdianes més antigues i més grans als Estats Units. Aquestes comunitats i les noves comunitats capverdianes estan marcades per estrets llaços de parentiu i interdependència entre les famílies, una pràctica tradicional capverdiana que s'ha transmès de generació en generació.
Una de les principals forces que van portar als capverdians a les Amèriques va ser la indústria balenera. Els baleners estatunidencs de New Bedford van començar a viatjar a les illes en la dècada de 1790, i hi desenvoluparen el seu comerç en el segle xix. Durant aquest temps, molts capverdians es van unir als equips de la caça de balenes estatunidencs per tal d'escapar de Cap Verd, una terra de pobres recursos naturals i un govern colonial portuguès sovint abusiu. A mitjans de la dècada de 1800 New Bedford s'havia transformat en un centre econòmic marítim, on els capverdians no només estaven a punt de sobresortir en la indústria de la caça de balenes, sinó també en altres indústries marítimes (com la pesca). El Museu Balener de New Bedford explica, A mesura que s'aproximava el segle xix es van enfortir els lligams entre les illes i el port, empresaris com Roy Teixeira, Henrique Mendes, Luis Lopes, Frank Lopes i Antonio Cardoza compraren, crearen i administraren vaixells el Coriolanus, el Savoia, i l' Arcturus ... És important destacar que els capverdians no només s'assenten a New Bedford, sinó que entre 1860 i 1965 el 41% del comerç de paquets entre Nova Anglaterra i les illes eren propietat dels capverdians.”
Molts capverdians van treballar en la recollida de nabius per a la indústria del nabiu al sud-est de Massachusetts.
L'emigració de Cap Verd als Estats Units al segle xix i principis del segle XX es compon de les classes més pobres de les illes. El 1922 el govern dels EUA restringí la immigració de persones de color, reduint en gran manera la immigració de Cap Verd. Les noves regulacions també van impedir als capverdians estatunidencs de visitar les illes per por de ser-los negat el reingrés als Estats Units. Les dues comunitats per tant van estar relativament aïllades l'una de l'altra durant aproximadament 40 anys. Amb les portes tancades a Amèrica, els capverdians van començar a emigrar a Europa, Amèrica del Sud i Àfrica Occidental per les rutes traçades per la navegació comercial i l'imperi colonial portuguès. Durant el mateix període alguns capverdians estatunidencs van emigrar de les comunitats establertes ja feia temps de la costa est a les ciutats d'acer d'Ohio i Pennsilvània; i a Califòrnia.
El 1966, amb la Llei d'Immigració i Nacionalitat de 1965, el govern dels EUA va relaxar les seves regulacions, i va començar una nova onada d'immigració de capverdians. Els nouvinguts a Boston, Brockton, Taunton i Onset, Massachusetts, Pawtucket, Rhode Island, Waterbury, Connecticut, Brooklyn i Yonkers, Nova York i altres comunitats de la Costa Est van trobar amb un grup ètnic de capverdians semblants a ells, però que diferien culturalment. Separats per tant de temps, els grups sabien poc de la seva història recent.
Cap Verd va assolir la independència total el 5 de juliol de 1975 després d'una llarga lluita pels drets complets i sense restriccions contra el passat govern colonial amb el Partit Africà per la Independència de Guinea i Cap Verd (PAIGC). Aquesta nova independència va permetre un nou camí que seria essencials per a la migració dels capverdians estatunidencs, ja que Cap Verd va ser un dels pocs països africans que va permetre el sobrevol d'avions europeus i estatunidencs. Això va ser acompanyat per dues altres accions de la independència de Cap Verd que van ajudar a la migració: el trencament de la unitat política amb Guinea el 1980, i l'elecció d'António Mascarenhas Monteiro, que va provocar lluites econòmiques que inciten a l'emigració.

## Assentament
Els estats amb major població capverdiana (en 2010) eren:
1. Massachusetts - 53.174
2. Rhode Island - 19.490
3. Connecticut - 4.381
4. Florida - 2.983
5. Califòrnia - 2.514
6. Nova Jersey - 1.430
7. Virginia - 1.059
8. Maryland - 1.022
9. Nova York - 844
10. Plantilla:Country data Georgia (U.S. state) Geòrgia - 802

Les comunitats més grans de capverdians (2010) eren:
1. Brockton (Massachusetts) - 11.709
2. Boston (Massachusetts) - 11.284
3. New Bedford (Massachusetts) - 10.262
4. Pawtucket (Rhode Island) - 8.720
5. Taunton (Massachusetts) - 7.313
6. Providence (Rhode Island) - 4.015
7. East Providence (Rhode Island) - 2.265
8. Wareham (Massachusetts) - 1.852
9. Central Falls (Rhode Island) - 1.158
10. Bridgeport (Connecticut) - 1.080

El nombre estimat de descendents de capverdians residents als Estats Units és de 265.000 persones, segons un article del New York Times de juny de 2006. La majoria d'ells resideixen a Massachusetts i Rhode Island.

## Persones notables
- Demetrius Andrade
- George Araujo
- Almir Barbosa
- Anthony Barboza
- Cynthia Barboza
- Dana Barros
- Michael Beach
- Benzino
- Blu Cantrell
- Peter Cipriano
- Stephen Cooper
- Mike Costa
- Glen "Big Baby" Davis
- John DeBrito
- Pedro DeBrito
- Vinny deMacedo
- Paulo Dos Santos
- Gordon D. Fox
- Peter J. Gomes
- Ryan Gomes
- Paul Gonsalves
- Tony Gonzalez
- Charles Manuel "Sweet Daddy" Grace
- Marvelous Marvin Hagler
- Marques Houtman
- George N. Leighton
- Dave Leitao
- Davey Lopes
- Lisa "Left Eye" Lopes
- Donaldo Macedo
- Masspike Miles
- Aeriél Miranda
- Dana Mohler-Faria
- Pebbles
- Paul Pena
- Glenn Pires
- Amber Rose
- Anika Noni Rose
- Horace Silver
- Charles D. Smith
- David Soares
- Tavares Brothers
- Chelsea Tavares
- Elle Varner
- Jeff Xavier